# دیوید رابرتس

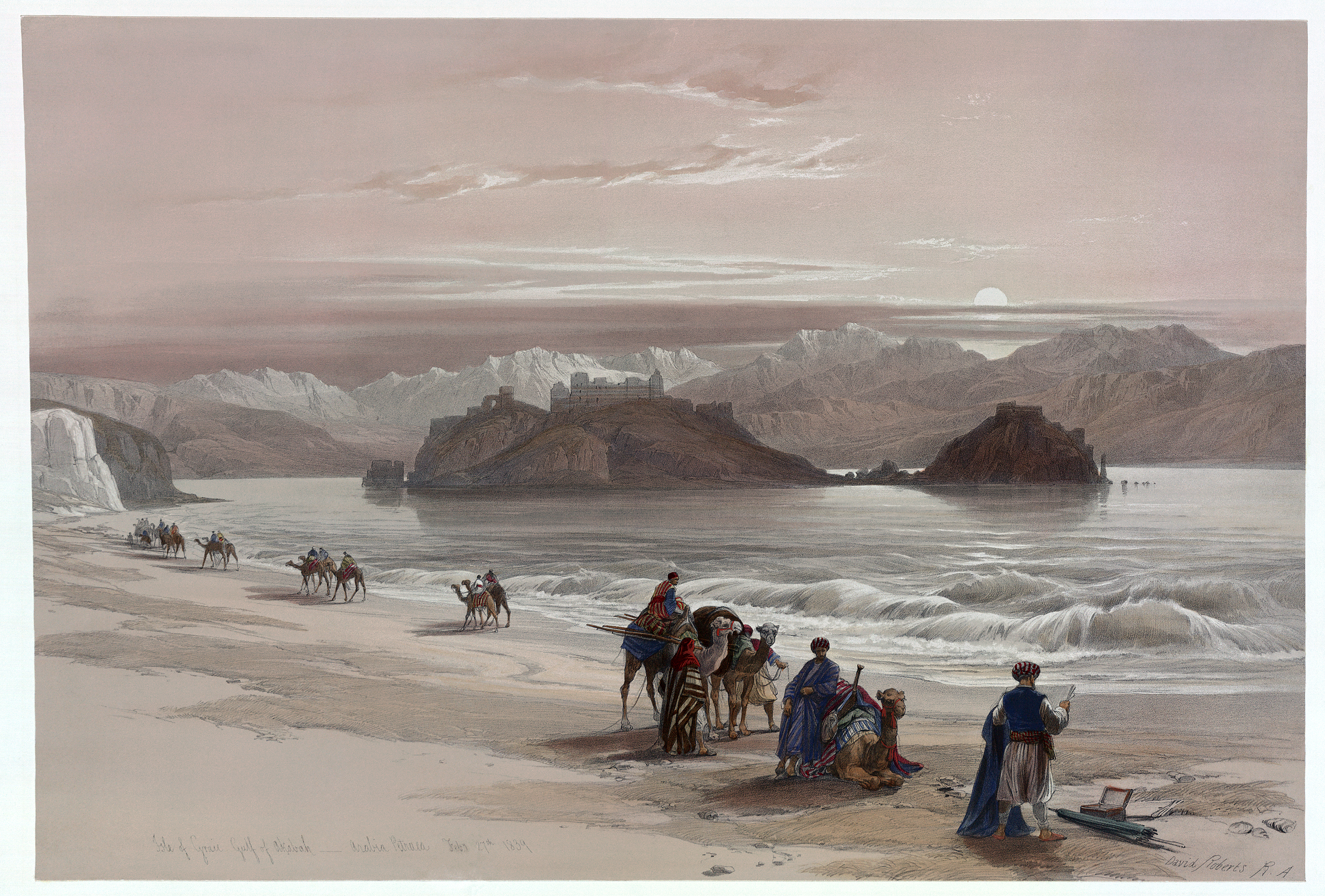
نقاشی از لوئی هاگ که طرح اصلی آن به وسیله دیوید رابرتز طراحی شده بود. این نقاشی کاروان شتر بازرگانان را نشان می‌دهد. جزیره فرعون که در خلیج ایلات (عقبه) و در ساحل شبه جزیره سینا قرار دارد در میانه نقاشی مشخص است.

دیوید رابرتز (به انگلیسی: David Roberts) (زاده ۲۴ اکتبر ۱۷۹۶ - درگذشته ۲۵ نوامبر ۱۸۶۴) نقاش اسکاتلندی بود. شهرت وی بیشتر به دلیل ترسیم نگاره‌های پربار، مو به مو و مفصل از تمدن مصر و خاور نزدیک که در دهه ۱۸۴۰ میلادی ترسیم می‌شد، می‌باشد. این نگاره‌ها به روش چاپ سنگی خلق می‌شدند. این نقاشی‌ها از طرح‌های اولیه‌ای تهیه شده‌بود که دیوید رابرتز در مسافرت‌های خود رسم کرده‌بود. این دست نقاشی‌ها به همراه نمونه‌های بزرگ رنگ و روغن او با همان موضوعات مصر و میان‌رودان از وی یک نگارگر خاورشناس برچسته و نامدار به وجود آورد. دیوید رابرتز در سال ۱۸۴۱ میلادی توسط آکادمی سلطنتی هنر برگزیده گردید.

## نگارخانه

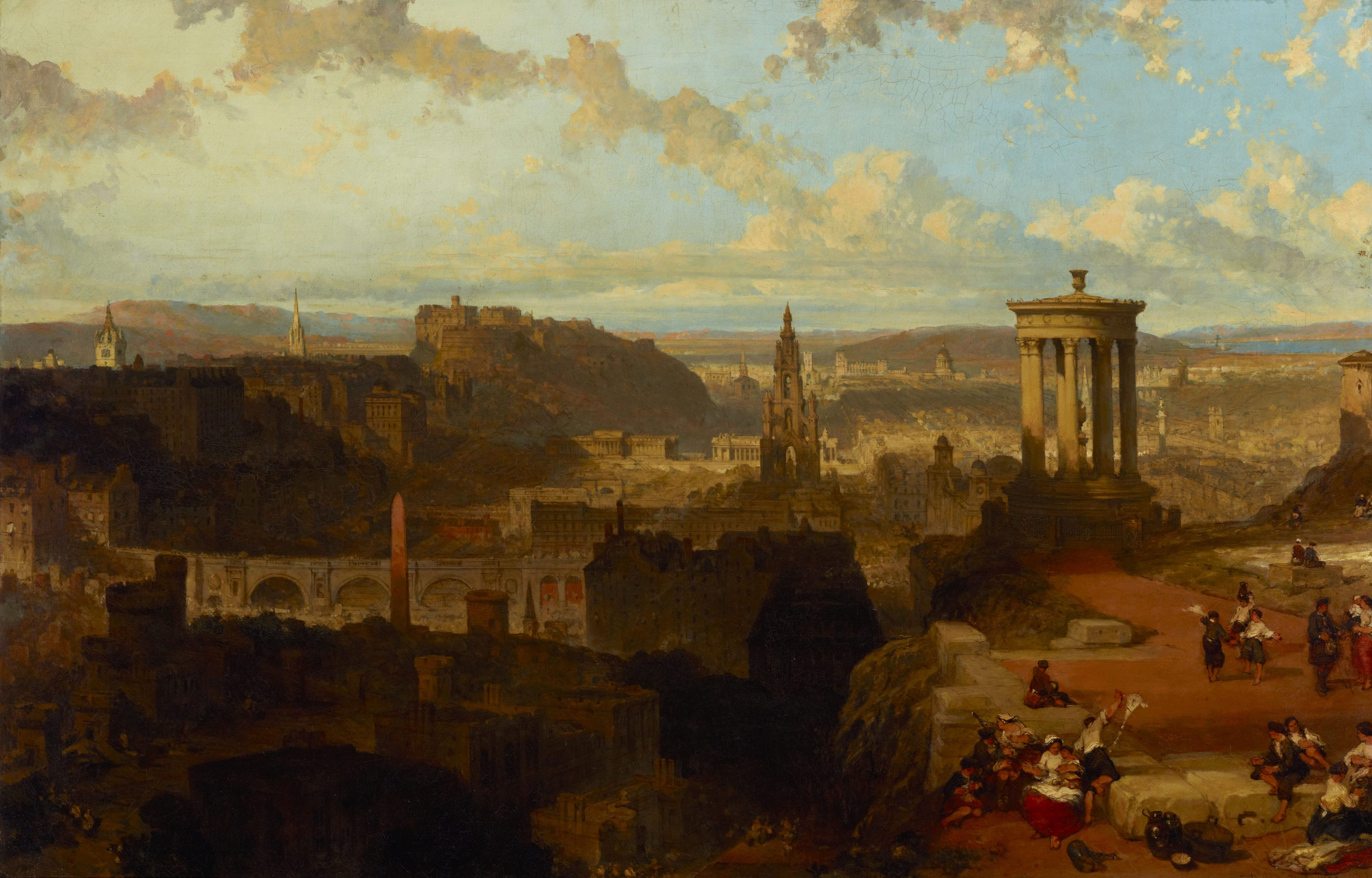
ادینبورگ از تپه کالتون (۱۸۵۸)
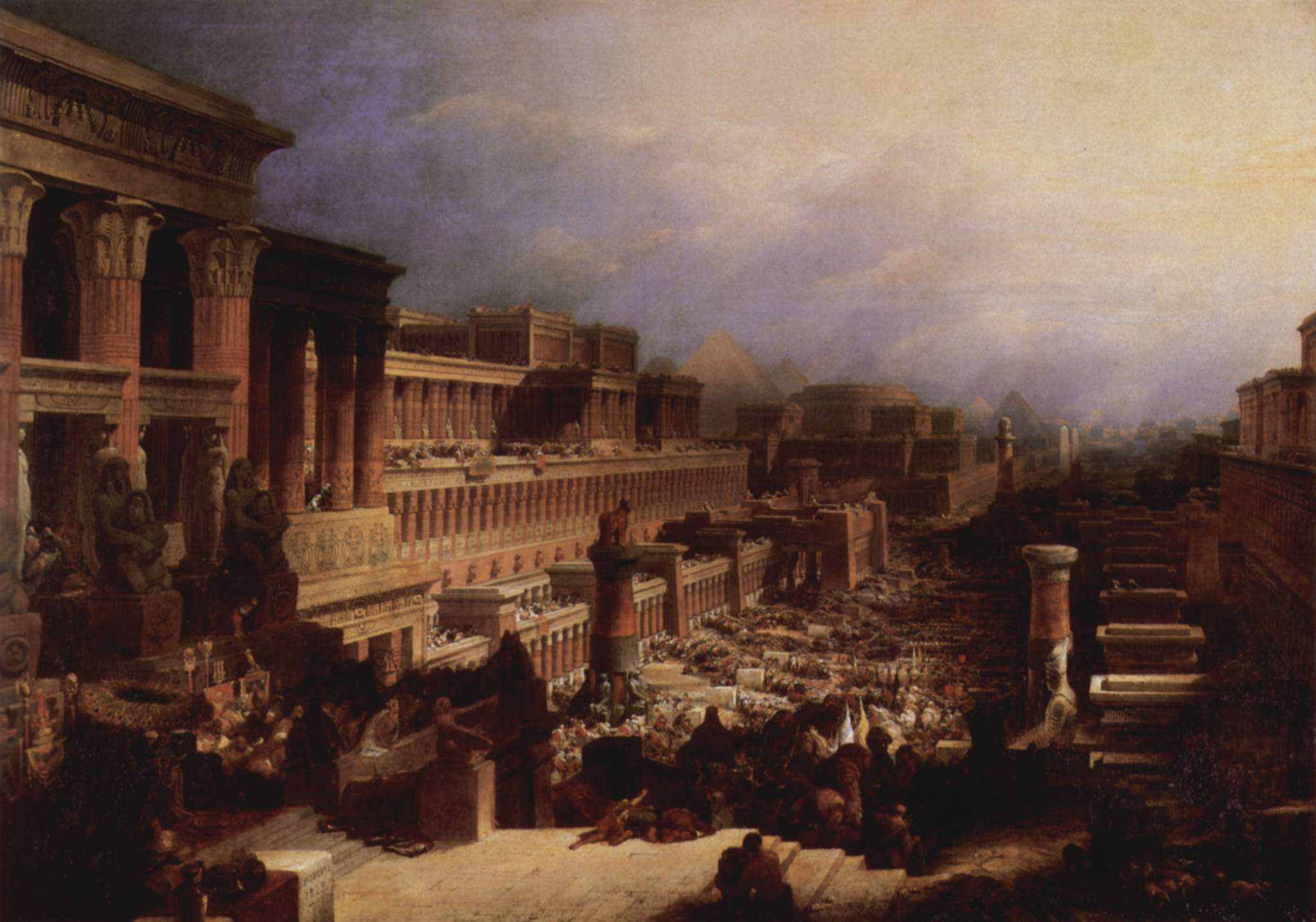
عزیمت بنی اسرائیل (۱۸۲۹)
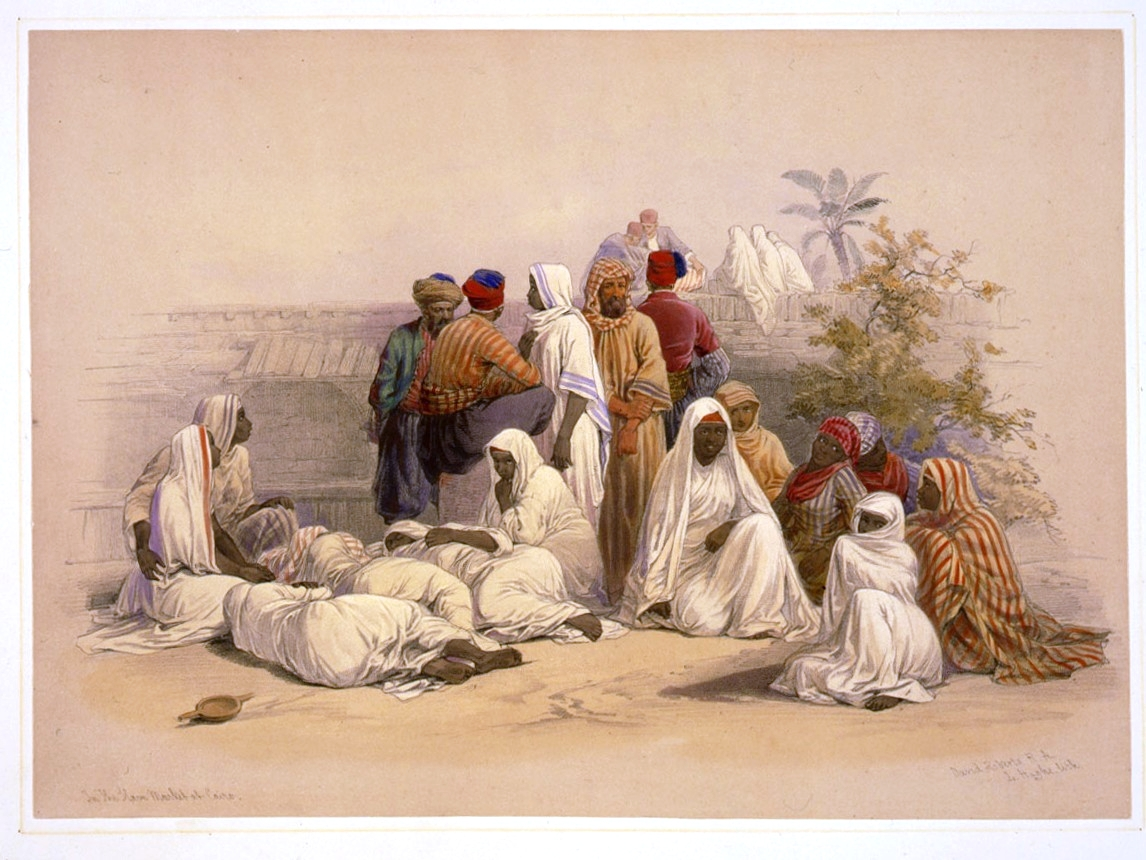
بازار برده‌فروشی در قاهره